# 濱村百合
濱村 百合（はまむら　ゆり、1989年（平成元年）10月3日 - ）は、日本の実業家。E-Den Home Electrificationの共同創業者でありCOOを務める。国際政治学者の三浦瑠麗の妹である。

## 略歴
2012年に東京大学経済学部金融学科卒業。同年、金融庁に入庁し総務企画局市場課に配属。金融・資本市場の法令整備に従事した。2014年にシカゴ大学ブース・スクール・オブ・ビジネスMBA。  金融庁、インテグラル（プライベート・エクイティ投資）を経て、2021年に住宅の脱炭素化を目指す米国シアトルのスタートアップE-Den Home Electrificationを共同創業。